# Элиот, Генри, 5-й граф Сент-Джерманс
Генри Корнуоллис Элиот, 5-й граф Сент-Джерманс (англ. Henry Eliot, 5th Earl of St Germans; 11 февраля 1835 — 24 сентября 1911) — британский пэр и дипломат.

## Биография
Родился 11 февраля 1835 года в Лондоне. Пятый сын Эдварда Гренвиля Элиота, 3-го графа Сент-Джерманса (1798—1877), и его жены Джемаймы, урожденной Корнуоллис (1803—1856).
Генри получил образование в Итонском колледже с 1845 по 1847 год, а с 1848 по 1853 год служил гардемарином Королевского флота в Средиземном море. 28 января 1855 года он был назначен младшим секретарем в министерстве иностранных дел, где и проработал до унаследовал звание пэра в 1881 году.
В июле 1867 года он был секретарем особой миссии графа Вейна в Петербурге для награждения императора России орденом Подвязки. Он был помощником клерка с 1872 года до смерти своего старшего брата Уильяма Гордона Корнуоллиса Элиота, 4-го графа Сент-Джерманса 19 марта 1881 года, когда он стал 5-м графом Сент-Джермансом.
По данным переписи 1881 года, он жил по адресу: Grosvenor Gardens, 13, St George Hanover Square, Лондон.

## Семья
18 октября 1881 года в Королевской часовне на Савой-стрит в Лондоне лорд Сент-Джерманс женился на Эмили Гарриетт Лабушер (24 июня 1844 — 18 октября 1933), дочери Генри Лабушера, 1-го и последнего барона Таунтона. У них было два сына:
- Эдвард Генри Джон Корнуоллис Элиот, лорд Элиот (30 августа 1885 — 24 августа 1909)
- Джон Гренвиль Корнуоллис Элиот, 6-й граф Сент-Джерманс (11 июня 1890 — 31 марта 1922), второй сын и преемник отца.

Генри Элиот скончался 24 сентября 1911 года в Порт-Элиоте, Корнуолл, и похоронен в церкви Сент-Джерманс. Его титулы перешли к его второму сыну, Джону, поскольку старший сын умер раньше него, не оставив потомства мужского пола.